# Vincenzo Battista
Vincenzo Battista, né le 5 octobre 1823 à Naples et mort le 14 novembre 1873 dans cette même ville, est un compositeur italien.

## Biographie
Vincenzo Battista fait ses études au Conservatoire de Naples. Il écrit en tout treize opéras dont onze sont représentés dans cette ville entre 1844 et 1869.